# SV Frisia 03 Risum-Lindholm
Der SV Frisia 03 Risum-Lindholm (offiziell: Sportverein Frisia 03 Risum-Lindholm e. V.) ist ein Sportverein aus der Gemeinde Risum-Lindholm im Kreis Nordfriesland in Schleswig-Holstein. Er entstand 2003 aus der Fusion der Vereine MTV Frisia Lindholm und TSV Viktoria Risum-Maasbüll. Der Verein besitzt Sparten für American Football & Cheerleading, Darts, Fußball, Gymnastik, Handball, Kegeln, Laufen, Radsport, Racquetball, Sportschießen, Schwimmen, Sportabzeichen, Tanzen, Tennis, Tischtennis, Turnen und Volleyball.

## Fußball
Die erste Herrenfußballmannschaft des Vorgängervereins MTV Frisia Lindholm spielte von 2000 bis 2002 in der damaligen fünftklassigen Verbandsliga Schleswig-Holstein. Der Fusionsverein SV Frisia 03 Risum-Lindholm spielte nach seiner Gründung zunächst in der sechstklassigen Bezirksoberliga und ab 2008 in der Verbandsliga Nord. In der Saison 2015/16 wurde die 1. Herrenmannschaft unter dem Trainer Uwe Petersen Verbandsligameister und stieg in die fünftklassige Schleswig-Holstein-Liga (seit der Saison 2017/2018 Oberliga Schleswig-Holstein) auf, in der sie bis heute spielt. Cheftrainer ist seit der Saison 2019/20 Bernd Ingwersen. In der Saison 2021/22 verantwortet er die Mannschaft zusammen mit Dennis Peper. Im September 2022 sind sowohl Bernd Ingwersen als auch Dennis Peper von ihren Posten als Fußballtrainer beim SV Frisia 03 Risum-Lindholm zurückgetreten.
Die Frauenmannschaft spielt seit 2017 in der Oberliga Schleswig-Holstein. 
Die A-Juniorenmannschaft wurde 2012 und 2016 Meister der Schleswig-Holstein-Liga und spielte anschließend jeweils für eine Saison in der Regionalliga Nord. In der Saison 2021/22 hat der Verein zwei eigene B-, eine D-, eine E-, zwei F- und eine G-Juniorenmannschaft. Alle Jugendmannschaften spielen auf Kreisebene. Die A- und C-Junioren sowie die B-Juniorinnen spielen als eine Spielgemeinschaft mit umliegenden Vereinen. Der SV Frisia 03 Risum-Lindholm ist außerdem seit 2019 ein Stammverein des Jugendförderverein Nordfriesland e. V., der jeweils eine A-, B- und C-Juniorenmannschaft stellt. Die B- und C-Juniorenmannschaft des Jugendfördervereins spielt jeweils in der Oberliga Schleswig-Holstein. Die A-Juniorenmannschaft spielt in der Landesliga Schleswig.
Die Heimspiele des Vereins werden im Niko-Nissen-Stadion und Helmut-Hennig-Stadion ausgetragen. Das Niko-Nissen-Stadion im Ortsteil Lindholm hat einen Hauptplatz sowie einen Nebenplatz, die beide aus Naturrasen bestehen. Das Helmut-Hennig-Stadion im Ortsteil Risum hat seit 2017 einen Kunstrasenplatz sowie eine überdachte Tribüne.

## Persönlichkeiten
- Bodo Schmidt
- Maike Timmermann